# Lynk & Co 08
La Lynk & Co 08 è un'autovettura prodotta dalla casa automobilistica sino-svedese Lynk & Co a partire dal 2023.

## Contesto

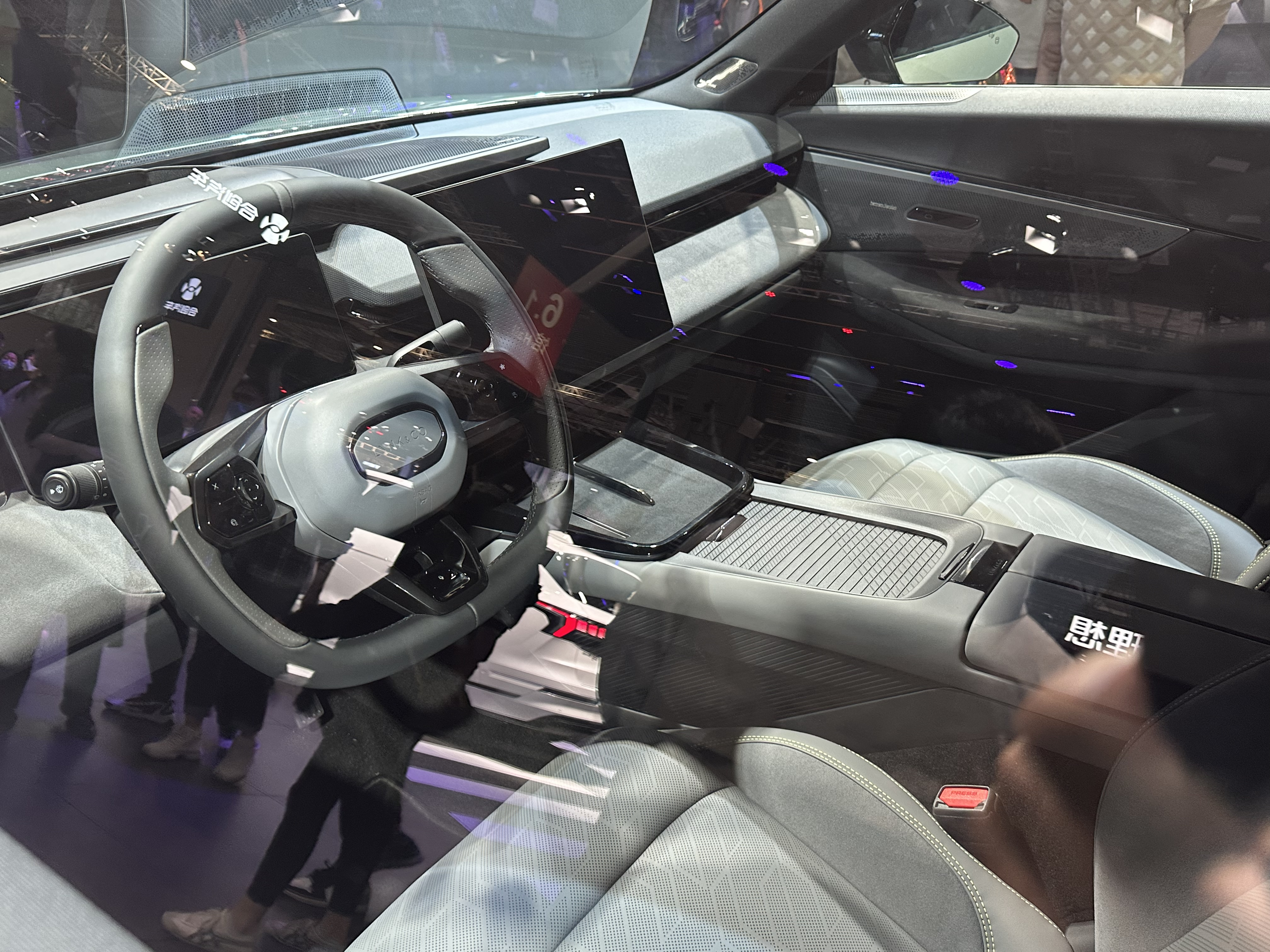
Interni

La 08 è un crossover SUV a 5 porte di medie dimensioni, sviluppato in collaborazione con la Volvo, facente parte entrambi del gruppo Geely, e realizzato sulla piattaforma Volvo CMA, la stessa della seconda generazione di Volvo XC60 dalla quale riprende parte della meccanica.
La 08 è stata anticipata dalla concept car Lynk & Co The Next Day, che è stata presentata in Cina il 7 giugno 2022 e dalla quale ne riprende il design. La versione per la produzione in serie, chiamata 08, è stata presentata il 25 marzo 2023 e ha debuttato ufficialmente a fine aprile al salone di Shanghai.
La 08 è dotata di un motore a combustione interna a benzina turbocompresso da 1,5 litri (1477 cm³) con tre cilindri abbinato ad un motore elettrico alimentato da una batteria ricaricabile, formando un sistema ibrido plug-in.